# 黒柳眞理
黒柳 眞理（くろやなぎ まり、1944年4月19日 - ）は、日本の元バレリーナ、エッセイスト、美容師。
黒柳守綱・黒柳朝夫妻の次女。黒柳徹子は姉、黒柳紀明は兄。元夫は元プロ野球選手の井石礼司。

## 来歴・人物
東京都出身。北海道札幌市在住。小牧正英のもと幼少時からバレエに取り組み、チャイコフスキー記念東京バレエ学校に学ぶ。バレエに傾倒するあまり香蘭女学校は中退した。その後、プロバレリーナとして活躍。しかし、19歳の時、足首の捻挫に見舞われ、やむなく退団。母のすすめで美容学校に入学し美容師免許を取得する。
慶應義塾体育会野球部出身の井石礼司と慶應義塾大学のパーティーで知り合い、20歳で結婚し二人の子をもうけたが、39歳で離婚。その後、資格を生かして、美容師になる。さらに、在住する北海道のテレビ番組でコメンテーターとして出演した。
1950年に友里と改名したが、1999年に現在名に戻す。

## 過去の出演番組
- 「イチオシ!」（北海道テレビ）
- 「だいすき北海道」（NHK北海道）

## 著書
- 『イノセントエンジェル』　中西出版、1999年
- 『Wake up～心の目を覚まして！』　中西出版、2005年